# Phim truyện truyền hình Hàn Quốc

Áp phích của bộ phim Bạn trai tôi là Hồ Ly ra mắt vào năm 2020 với sự tham gia của Lee Dong-wook và Jo Bo-ah

Phim truyền hình Hàn Quốc hay phim bộ Hàn Quốc (Hangul: 한국드라마; Romaja quốc ngữ: Han-gukdeurama; tiếng Anh: Korean drama/South Korean drama), gọi tắt là phim Hàn hay K-drama, là thể loại phim truyện truyền hình ở dạng ngắn tập được sản xuất tại Hàn Quốc. Nhiều trong số các bộ phim này đã trở nên phổ biến khắp châu Á, với sự yêu thích ngày càng tăng ở những nơi khác trên toàn cầu. Phim truyền hình Hàn Quốc đã đóng góp vào hiện tượng chung của Làn sóng Hàn Quốc, còn được gọi là Hallyu (Hangul: 한류) hay DramaFever (Cơn sốt phim truyền hình) ở một số nước.

## Loạt phim truyền hình chiếu "giờ vàng"
Những bộ phim hàng đầu được chia làm 2 thể loại chính. Thể loại thứ nhất bao gồm các câu chuyện được đặt trong bối cảnh Hàn Quốc hiện đại. Những ví dụ phổ biến phải kể đến Bản tình ca mùa đông và Vườn sao băng.
Thể loại chính tiếp theo của phim chiếu "giờ vàng" bao gồm sự kịch hoá lịch sử Triều Tiên, chẳng hạn như Nữ hoàng Seon Deok. Các bộ phim truyền hình lịch sử còn được gọi là "Sử kịch" (tiếng Hàn: 사극/ 史劇/ sageuk; dịch là: kịch lịch sử).

## Bị cấm ở Bắc Triều Tiên
Ở Bắc Triều Tiên, xem phim của miền Nam là một tội nghiêm trọng và có thể bị tử hình. Năm 2013, theo một số nguồn tin không chính thức, đã có khoảng hơn 10.000 người được triệu tập tới một sân vận động ở thành phố Wonsan để chứng kiến việc xử tử 80 phạm nhân bị kết tội xem các bộ phim truyền hình Hàn Quốc trái phép.

## Diễn viên
Các diễn viên chính của phim truyền hình Hàn Quốc đã trở nên nổi tiếng bên ngoài lãnh thổ nước này nhờ vào làn sóng Hàn Quốc.
Vào những năm 2000, việc chọn các thần tượng K-pop nổi tiếng trong các bộ phim truyền hình đã trở thành thông lệ. Ban đầu, điều này tạo ra các phản ứng hỗn hợp. Sự xuất hiện của họ chủ yếu gây ra phản ứng tiêu cực bên ngoài cộng đồng fan của họ bởi vì các ca sĩ và vũ công hoạt động bên ngoài vòng tròn âm nhạc của họ được coi là thiếu chuyên nghiệp. Ngoài ra, một số thần tượng cũng bị chỉ trích vì diễn xuất kém. Ngày nay, điều này đã trở nên phổ biến hơn nhiều trong các bộ phim truyền hình Hàn Quốc, khi công chúng đã quen hơn với khái niệm "diễn viên thần tượng" và một số thần tượng đã trở nên nổi tiếng với kỹ năng diễn xuất tuyệt vời. Sự đón nhận từ giới phê bình của họ vẫn còn lẫn lộn, tuy nhiên, một số người trong số họ đã trở nên thành công với tư cách là diễn viên.

## Âm nhạc

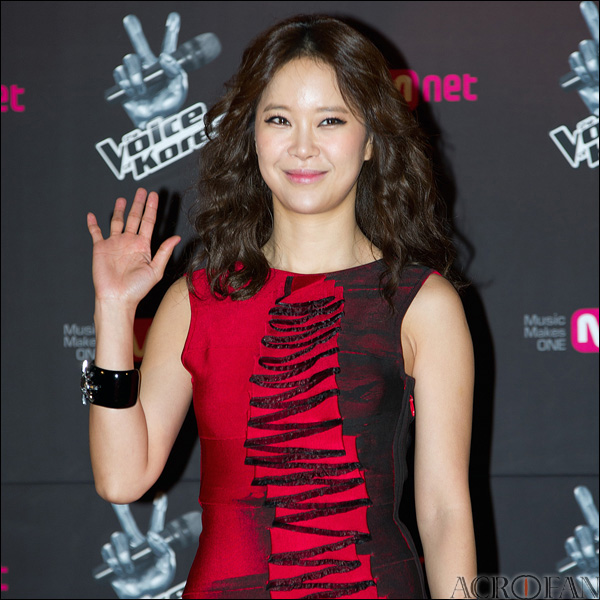
Ca sĩ nhạc ballad Baek Ji-young đã được mệnh danh là "Nữ hoàng nhạc phim" sau khi cô thực hiện nhạc phim cho 2 bộ phim truyền hình ăn khách như Secret Garden (2010) and Mây họa ánh trăng (2016).

Âm nhạc đóng một vai trò quan trọng trong các bộ phim truyền hình Hàn Quốc. Nhạc phim, viết tắt là OST, được thực hiện rõ ràng cho từng bộ phim, và ngược lại với các bộ phim truyền hình Mỹ, người hâm mộ có nhu cầu mua album nhạc phim của các bộ phim truyền hình. Xu hướng này bắt đầu từ những năm 1990, khi các nhà sản xuất hoán đổi các bản nhạc hoàn toàn là nhạc cụ cho các bài hát do các ca sĩ K-pop nổi tiếng thể hiện. Tom Larsen, giám đốc YA Entertainment, công ty phân phối phim truyền hình Hàn Quốc, cho rằng các bản nhạc phim Hàn Quốc được trau chuốt về mặt âm nhạc đủ để được coi là những bản hit độc lập.
Trong những năm 2000, việc các diễn viên chính tham gia vào các bản nhạc phim đã trở thành thông lệ, một phần cũng do việc sử dụng các ngôi sao K-pop làm diễn viên. Diễn viên Lee Min-ho, và trưởng nhóm nhạc nam SS501, Kim Hyun-joong đã thực hiện thu âm các bài hát cho bộ phim Vườn sao băng, trong khi các diễn viên của bộ phim Cô nàng đẹp trai thành lập một ban nhạc hư cấu và tổ chức các buổi hòa nhạc.
Các bài hát nhạc phim của các bộ phim truyền hình Hàn Quốc cũng có thể trở thành các bản hit và lọt vào các bảng xếp hạng, với lượng tiêu thụ album tốt và được đánh giá cao. Thành tích bảng xếp hạng của các bài hát OST thường liên quan đến mức độ nổi tiếng của bộ phim. Ví dụ, các bài hát trong OST của Secret Garden đã có doanh thu cao và xếp thứ hạng cao trên các bảng xếp hạng âm nhạc. My Destiny, bài hát được thực hiện bởi Lyn cho bộ phim Vì sao đưa anh tới,  đã dẫn đầu bảng xếp hạng âm nhạc ở Hồng Kông, Đài Loan, Hàn Quốc, và một số nước châu Á. Bài hát đã giành được đề cử Nhạc phim hay nhất tại Lễ trao giải Giải thưởng nghệ thuật Baeksang năm 2014. Album nhạc phim Vì sao đưa anh tới đã bán được 57.000 bản. Các nghệ sĩ tham gia sản xuất nhạc phim cho bộ phim hành động Mật danh Iris đã tổ chức hai buổi hòa nhạc tại Nhật Bản trước 60.000 khán giả.
Các hát nhạc phim thương phản ánh tâm trạng và cấu trúc của bộ phim. Đôi khi các bài hát độc lập của các nghệ sĩ được đưa vào làm OST cho bộ phim. Ví dụ, Baek Ji-young nghĩ rằng bài hát That Man của cô ấy, ban đầu được viết cho album của chính cô ấy, nhưng bài hát sau đó đã trở thành nhạc phim cho bộ phim Khu vườn bí mật. Có những ca sĩ OST nổi tiếng như Baek Ji-young, Lyn và Lee Seung-cheol thường được mời tham gia sản xuất nhạc phim cho các bộ phim truyền hình. Đôi khi các ca sĩ nước ngoài nổi tiếng thường được mời tham gia sản xuất các bản nhạc phim của Hàn Quốc. Ví dụ, nghệ sĩ Thụy Điển Lasse Lindh đã tham gia sản xuất và hát một số bài cho loạt phim như Đôi mắt thiên thần, Soul Mate, Khát Khao Hạnh Phúc và Yêu tinh.

## Hệ thống xếp hạng
Hệ thống xếp hạng truyền hình do Ủy ban Truyền thông Hàn Quốc quy định và được thực hiện vào năm 2000. Theo hệ thống này, các chương trình, bao gồm cả phim truyền hình Hàn Quốc, được xếp hạng theo các nguyên tắc sau (xếp hạng không liên quan đến phim truyền hình bị bỏ qua):
- Các chương trình có thể phù hợp với mọi lứa tuổi.
- Các chương trình có thể không phù hợp với trẻ em dưới 7 tuổi.
- : Các chương trình có thể không phù hợp với trẻ em dưới 12 tuổi, chẳng hạn như bạo lực nhẹ, chủ đề hoặc ngôn ngữ.
- : Các chương trình có thể không phù hợp với trẻ em dưới 15 tuổi. Hầu hết các bộ phim truyền hình và chương trình trò chuyện đều được đánh giá theo cách này. Các chương trình này có thể bao gồm chủ đề người lớn vừa phải hoặc mạnh mẽ, ngôn ngữ, suy luận tình dục và bạo lực.
- : Chương trình chỉ dành cho người lớn. Các chương trình này có thể bao gồm chủ đề người lớn, tình huống tình dục, thường xuyên sử dụng ngôn từ mạnh mẽ và cảnh bạo lực đáng lo ngại.

## Tỷ suất và lượng người xem
Tỷ suất và lượng người xem được cung cấp bởi 2 công ty tại Hàn Quốc: Nielsen Korea và TNmS.

### Danh sách phim truyền hình Hàn Quốc có tỷ suất người xem cao nhất trong lịch sử truyền hình công cộng
- Danh sách này được tổng hợp theo dữ liệu của Nielsen Korea, dựa trên tập phim có lượng người xem cao nhất kể từ năm 1992.[19]

#### Theo hộ gia đình
- | #  | Tên                        | Kênh | Tỷ suất người xem theo hộ gia đình trên toàn quốc (Nielsen) | Năm  | Nguồn                       |
| -- | -------------------------- | ---- | ----------------------------------------------------------- | ---- | --------------------------- |
| 1  | You and I                  | MBC  | 66.9%                                                       | 1998 | [ 20 ]                      |
| 2  | First Love                 | KBS2 | 65.8%                                                       | 1997 | [ 21 ] [ 22 ]               |
| 3  | What Is Love               | MBC  | 64.9%                                                       | 1992 | [ 23 ] [ 24 ]               |
| 4  | Sandglass                  | SBS  | 64.5%                                                       | 1995 |                             |
| 5  | Hur Jun                    | MBC  | 63.5%                                                       | 2000 | [ 25 ]                      |
| 6  | A Sunny Place of the Young | KBS2 | 62.7%                                                       | 1995 | [ 26 ]                      |
| 7  | Sons and Daughters         | MBC  | 61.1%                                                       | 1993 | [ 21 ] [ 22 ]               |
| 8  | Taejo Wang Geon            | KBS1 | 60.2%                                                       | 2002 | [ 27 ]                      |
| 9  | Eyes of Dawn               | MBC  | 58.4%                                                       | 1992 | [ 28 ] [ 29 ]               |
| 10 | Dae Jang Geum              | MBC  | 57.8%                                                       | 2004 | [ 27 ]                      |
| 11 | See and See Again          | MBC  | 57.3%                                                       | 1999 | [ 30 ]                      |
| 12 | Truth                      | MBC  | 56.5%                                                       | 2000 |                             |
| 13 | Lovers in Paris            | SBS  | 56.3%                                                       | 2004 | [ 31 ]                      |
| 14 | Jealousy                   | MBC  | 56.1%                                                       | 1992 | [ 32 ] [ 33 ]               |
| 15 | Blowing of the Wind        | KBS2 | 55.8%                                                       | 1996 |                             |
| 16 | Men of the Bath House      | KBS2 | 53.4%                                                       | 1996 | [ 26 ]                      |
| 17 | Gook Hee                   | MBC  | 53.1%                                                       | 1999 | [ 34 ] [ 35 ]               |
| 17 | Trap of Youth              | SBS  | 53.1%                                                       | 1999 | [ 34 ] [ 35 ]               |
| 19 | Tomato (토마토)            | SBS  | 52.7%                                                       | 1999 |                             |
| 20 | M                          | MBC  | 52.2%                                                       | 1994 | [ 36 ] [ 37 ]               |
| 21 | Season of the Storm        | MBC  | 52.1%                                                       | 1993 | [ 38 ] [ 39 ]               |
| 22 | Rustic Period              | SBS  | 51.8%                                                       | 2003 |                             |
| 23 | My Mother's Sea            | MBC  | 51.6%                                                       | 1993 | [ 40 ] [ 41 ]               |
| 24 | Legend of Ambition         | KBS2 | 50.2%                                                       | 1998 | [ 22 ]                      |
| 25 | Ladies of the Palace       | SBS  | 49.9%                                                       | 2002 | [ 27 ]                      |
| 26 | My Son's Woman             | MBC  | 49.7%                                                       | 1995 | [ 42 ] [ 43 ]               |
| 26 | Jumong                     | MBC  | 49.7%                                                       | 2007 | [ 27 ] [ 44 ]               |
| 28 | Tears of the Dragon        | KBS1 | 49.6%                                                       | 1998 | [ 27 ]                      |
| 29 | Vì con mà sống             | KBS2 | 49.4%                                                       | 2019 | [ 45 ]                      |
| 30 | Star in My Heart           | MBC  | 49.3%                                                       | 1997 | [ 46 ] [ 47 ]               |
| 30 | Bread, Love and Dreams     | KBS2 | 49.3%                                                       | 2010 | [ 48 ]                      |
| 32 | My Lovely Sam Soon         | MBC  | 49.1%                                                       | 2005 | [ 49 ]                      |
| 33 | Ambition                   | MBC  | 49.0%                                                       | 1994 | [ 50 ]                      |
| 34 | The Moon of Seoul          | MBC  | 48.7%                                                       | 1994 | [ 51 ] [ 52 ]               |
| 35 | The Last Match             | MBC  | 48.6%                                                       | 1994 | [ 53 ] [ 54 ] [ 55 ] [ 56 ] |
| 36 | All About Eve              | MBC  | 48.3%                                                       | 2000 | [ 57 ] [ 58 ]               |
| 36 | Gia tộc họ Wang            | KBS2 | 48.3%                                                       | 2014 | [ 59 ]                      |
| 38 | How is Your Husband?       | SBS  | 48.2%                                                       | 1993 |                             |
| 39 | Cinderella                 | MBC  | 48.0%                                                       | 1997 | [ 60 ]                      |
| 40 | All In                     | SBS  | 47.7%                                                       | 2003 |                             |
| 41 | Seoyoung, My Daughter      | KBS2 | 47.6%                                                       | 2013 | [ 61 ]                      |
| 42 | Until We Can Love          | KBS2 | 47.1%                                                       | 1997 |                             |
| 43 | My Rosy Life               | KBS2 | 47.0%                                                       | 2005 | [ 62 ]                      |
| 44 | Pilot                      | MBC  | 46.2%                                                       | 1993 | [ 63 ]                      |
| 45 | Autumn in My Heart         | KBS2 | 46.1%                                                       | 2000 |                             |
| 46 | Daughters of a Rich Family | KBS2 | 45.9%                                                       | 1995 |                             |
| 47 | My Husband Got a Family    | KBS2 | 45.3%                                                       | 2012 | [ 64 ]                      |
| 48 | Brilliant Legacy           | SBS  | 45.2%                                                       | 2009 | [ 65 ]                      |
| 49 | My Golden Life             | KBS2 | 45.1%                                                       | 2018 | [ 66 ]                      |
| 50 | Dear Heaven                | SBS  | 44.9%                                                       | 2006 | [ 67 ]                      |

#### Theo lượng người xem
- | #  | Tên                            | Kênh | Lượng người xem (triệu) trên toàn quốc (Nielsen) | Phát sóng lần cuối | Nguồn   |
| -- | ------------------------------ | ---- | ------------------------------------------------ | ------------------ | ------- |
| 1  | Vì con mà sống                 | KBS2 | 9.246                                            | 17 tháng 3, 2019   | [ 68 ]  |
| 2  | My Golden Life                 | KBS2 | 8.366                                            | 11 tháng 3, 2018   | [ 69 ]  |
| 3  | Once Again                     | KBS2 | 6.893                                            | 13 tháng 9, 2020   | [ 70 ]  |
| 4  | Marry Me Now                   | KBS2 | 6.669                                            | 9 tháng 9, 2018    | [ 71 ]  |
| 5  | Con gái của mẹ                 | KBS2 | 6.247                                            | 22 tháng 9, 2019   | [ 72 ]  |
| 6  | Homemade Love Story            | KBS2 | 6.145                                            | 7 tháng 3, 2021    | [ 73 ]  |
| 7  | Beautiful Love, Wonderful Life | KBS2 | 5.693                                            | 22 tháng 3, 2020   | [ 74 ]  |
| 8  | Cuộc chiến thượng lưu          | SBS  | 5.354                                            | 5 tháng 1, 2021    | [ 75 ]  |
| 9  | Cuộc chiến thượng lưu 2        | SBS  | 5.264                                            | (currently airing) | [ 76 ]  |
| 10 | Dr. Romantic 2                 | SBS  | 5.210                                            | 25 tháng 2, 2020   | [ 77 ]  |
| 11 | Khi hoa trà nở                 | KBS2 | 4.491                                            | 21 tháng 11, 2019  | [ 78 ]  |
| 12 | The Fiery Priest               | SBS  | 4.325                                            | 20 tháng 4, 2019   | [ 79 ]  |
| 13 | Unasked Family                 | KBS1 | 3.950                                            | 17 tháng 4, 2020   | [ 80 ]  |
| 14 | Hot Stove League               | SBS  | 3.921                                            | 14 tháng 2, 2020   | [ 81 ]  |
| 15 | Home for Summer                | KBS1 | 3.897                                            | 25 tháng 10, 2019  | [ 82 ]  |
| 16 | Brilliant Heritage             | KBS1 | 3.852                                            | 9 tháng 10, 2020   | [ 83 ]  |
| 17 | Liver or Die                   | KBS2 | 3.692                                            | 14 tháng 3, 2019   | [ 84 ]  |
| 18 | No Matter What                 | KBS1 | 3.599                                            | (currently airing) | [ 85 ]  |
| 19 | Man in a Veil                  | KBS2 | 3.502                                            | 10 tháng 2, 2021   | [ 86 ]  |
| 20 | Sunny Again Tomorrow           | KBS1 | 3.478                                            | 2 tháng 11, 2018   | [ 87 ]  |
| 21 | It's My Life                   | KBS1 | 3.459                                            | 26 tháng 4, 2019   | [ 88 ]  |
| 22 | The Last Empress               | SBS  | 3.282                                            | 21 tháng 2, 2019   | [ 89 ]  |
| 23 | A Pledge to God                | MBC  | 3.112                                            | 16 tháng 2, 2019   | [ 90 ]  |
| 24 | Gracious Revenge               | KBS2 | 3.080                                            | 27 tháng 3, 2020   | [ 91 ]  |
| 25 | Doctor Prisoner                | KBS2 | 2.832                                            | 15 tháng 5, 2019   | [ 92 ]  |
| 26 | Return                         | SBS  | 2.817                                            | 22 tháng 3, 2018   | [ 93 ]  |
| 27 | Hyena                          | SBS  | 2.789                                            | 11 tháng 4, 2020   | [ 94 ]  |
| 28 | A Place in the Sun             | KBS2 | 2.754                                            | 1 tháng 11, 2019   | [ 95 ]  |
| 29 | VIP                            | SBS  | 2.688                                            | 24 tháng 12, 2019  | [ 96 ]  |
| 30 | My Healing Love                | MBC  | 2.660                                            | 3 tháng 3, 2019    | [ 97 ]  |
| 31 | Mysterious Personal Shopper    | KBS2 | 2.613                                            | 20 tháng 7, 2018   | [ 98 ]  |
| 32 | Fatal Promise                  | KBS2 | 2.604                                            | 28 tháng 8, 2020   | [ 99 ]  |
| 33 | Left-Handed Wife               | KBS2 | 2.488                                            | 31 tháng 5, 2019   | [ 100 ] |
| 34 | Lãng khách                     | SBS  | 2.472                                            | 23 tháng 11, 2019  | [ 101 ] |
| 35 | Miss Monte-Cristo              | KBS2 | 2.470                                            | (currently airing) | [ 102 ] |
| 36 | The King: Eternal Monarch      | SBS  | 2.453                                            | 12 tháng 6, 2020   | [ 103 ] |
| 37 | Love to the End                | KBS2 | 2.445                                            | 31 tháng 12, 2018  | [ 104 ] |
| 38 | Hide and Seek                  | MBC  | 2.421                                            | 17 tháng 11, 2018  | [ 105 ] |
| 39 | Royal Secret Agent             | KBS2 | 2.323                                            | 9 tháng 2, 2021    | [ 106 ] |
| 40 | The Miracle We Met             | KBS2 | 2.198                                            | 29 tháng 5, 2018   | [ 107 ] |
| 41 | Should We Kiss First?          | SBS  | 2.195                                            | 24 tháng 4, 2018   | [ 108 ] |
| 42 | Good Casting                   | SBS  | 2.186                                            | 16 tháng 6, 2020   | [ 109 ] |
| 43 | Nice Witch                     | SBS  | 2.161                                            | 5 tháng 5, 2018    | [ 110 ] |
| 44 | My Contracted Husband, Mr. Oh  | MBC  | 2.155                                            | 19 tháng 5, 2018   | [ 111 ] |
| 45 | Doctor John                    | SBS  | 2.129                                            | 7 tháng 9, 2019    | [ 112 ] |
| 46 | Never Twice                    | MBC  | 2.122                                            | 7 tháng 3, 2020    | [ 113 ] |
| 47 | Secrets and Lies               | MBC  | 2.075                                            | 11 tháng 1, 2019   | [ 114 ] |
| 48 | Alice                          | SBS  | 2.037                                            | 24 tháng 10, 2020  | [ 115 ] |
| 49 | Nokdu Flower                   | SBS  | 2.020                                            | 13 tháng 7, 2019   | [ 116 ] |
| 50 | My Secret Terrius              | MBC  | 2.011                                            | 15 tháng 11, 2018  | [ 117 ] |

### Danh sách phim truyền hình Hàn Quốc có tỷ suất người xem cao nhất trong lịch sử truyền hình cáp
- Các bộ phim trong danh sách này được phát sóng trên kênh truyền hình cáp/truyền hình trả phí nên thường có lượng người xem tương đối thấp hơn so với kênh truyền hình miễn phí/truyền hình công cộng (KBS, SBS, MBC và EBS).

#### Theo hộ gia đình
- | #  | Tên                             | Kênh      | Tỷ suất người xem theo hộ gia đình trên toàn quốc (Nielsen) | Phát sóng lần cuối | Nguồn           |
| -- | ------------------------------- | --------- | ----------------------------------------------------------- | ------------------ | --------------- |
| 1  | Thế giới hôn nhân               | JTBC      | 28.371%                                                     | 16 tháng 5, 2020   | [ 118 ]         |
| 2  | Cậu út nhà tài phiệt            | JTBC      | 26.948%                                                     | 25 tháng 12, 2022  | [ 119 ]         |
| 3  | Lâu đài tham vọng               | JTBC      | 23.779%                                                     | 1 tháng 2, 2019    | [ 120 ]         |
| 4  | Báo động khẩn, tình yêu hạ cánh | tvN       | 21.683%                                                     | 16 tháng 2, 2020   | [ 121 ]         |
| 5  | Hồi đáp 1988                    | tvN       | 18.803%                                                     | 16 tháng 1, 2016   | [ 122 ] [ 123 ] |
| 6  | Yêu tinh                        | tvN       | 18.680%                                                     | 21 tháng 1, 2017   | [ 124 ]         |
| 7  | Quý ngài Ánh dương              | tvN       | 18.129%                                                     | 30 tháng 9, 2018   | [ 125 ]         |
| 8  | Nữ luật sư kỳ lạ Woo Young Woo  | ENA       | 17.534%                                                     | 18 tháng 8, 2022   | [ 126 ]         |
| 9  | Chàng hậu                       | tvN       | 17.371%                                                     | 14 tháng 2, 2021   | [ 127 ]         |
| 10 | Dưới bóng trung điện            | tvN       | 16.852%                                                     | 4 tháng 12, 2022   | [ 128 ]         |
| 11 | Yêu (Kết hôn và ly dị) 2        | TV Chosun | 16.582%                                                     | 8 tháng 8, 2021    | [ 129 ]         |
| 12 | Tầng lớp Itaewon                | JTBC      | 16.548%                                                     | 21 tháng 3, 2020   | [ 130 ]         |
| 13 | Vincenzo                        | tvN       | 14.636%                                                     | 2 tháng 5, 2021    | [ 131 ]         |
| 14 | Blues nơi đảo xanh              | tvN       | 14.597%                                                     | 12 tháng 6, 2022   | [ 132 ]         |
| 15 | Lang quân 100 ngày              | tvN       | 14.412%                                                     | 30 tháng 10, 2018  | [ 133 ]         |
| 16 | Những bác sĩ tài hoa            | tvN       | 14.142%                                                     | 28 tháng 5, 2020   | [ 134 ]         |
| 17 | Những bác sĩ tài hoa 2          | tvN       | 14.080%                                                     | 16 tháng 9, 2021   | [ 135 ]         |
| 18 | Điệu cha-cha-cha làng biển      | tvN       | 12.665%                                                     | 17 tháng 10, 2021  | [ 136 ]         |
| 19 | Tín hiệu                        | tvN       | 12.544%                                                     | 12 tháng 3, 2016   | [ 137 ]         |
| 20 | Quý cô ưu tú                    | JTBC      | 12.065%                                                     | 19 tháng 8, 2017   | [ 138 ] [ 139 ] |
| 21 | Khách sạn ma quái               | tvN       | 12.001%                                                     | 1 tháng 9, 2019    | [ 140 ]         |
| 22 | Agency                          | JTBC      | 11.959%                                                     | (đang phát sóng)   | [ 141 ]         |
| 23 | Tuổi hai lăm, tuổi hai mốt      | tvN       | 11.513%                                                     | 3 tháng 4, 2022    | [ 142 ]         |
| 24 | Lời hồi đáp 1994                | tvN       | 11.509%                                                     | 28 tháng 12, 2013  | [ 143 ]         |
| 25 | Đời sống ngục tù                | tvN       | 11.195%                                                     | 18 tháng 1, 2018   | [ 144 ]         |
| 26 | Ba chị em                       | tvN       | 11.105%                                                     | 9 tháng 10, 2022   | [ 145 ]         |
| 27 | Nghệ thuật săn quỷ và nấu mì    | ONC       | 10.999%                                                     | 24 tháng 1, 2021   | [ 146 ]         |
| 28 | Khóa học yêu cấp tốc            | tvN       | 10.978%                                                     | (đang phát sóng)   | [ 147 ]         |
| 29 | Quân vương giả mạo              | tvN       | 10.851%                                                     | 4 tháng 3, 2019    | [ 148 ]         |
| 30 | Cục cưng rắc rối                | JTBC      | 10.715%                                                     | 17 tháng 3, 2013   | [ 149 ] [ 150 ] |
| 31 | Bí ẩn núi Jiri (Jirisan)        | tvN       | 10.663%                                                     | 12 tháng 12, 2021  | [ 151 ]         |
| 32 | Sở hữu                          | tvN       | 10.512%                                                     | 27 tháng 6, 2021   | [ 152 ]         |
| 33 | Yêu (Kết hôn và ly dị) 3        | TV Chosun | 10.395%                                                     | 1 tháng 5, 2022    | [ 153 ]         |
| 34 | Phía sau khung cửa sổ           | Channel A | 10.335%                                                     | 18 tháng 1, 2022   | [ 154 ]         |
| 35 | Gặp gỡ                          | tvN       | 10.329%                                                     | 24 tháng 1, 2019   | [ 155 ]         |
| 36 | Công tố viên quân sự Doberman   | tvN       | 10.081%                                                     | 26 tháng 4, 2022   |                 |
| 37 | Ký ức Alhambra                  | tvN       | 10.025%                                                     | 20 tháng 1, 2019   | [ 156 ]         |
| 38 | Lại là Oh Hae Young             | tvN       | 9.991%                                                      | 28 tháng 6, 2016   | [ 157 ]         |
| 39 | Bossam: Đánh cắp số phận        | MBN       | 9.759%                                                      | 4 tháng 7, 2021    |                 |
| 40 | Đôi mắt rực rỡ                  | JTBC      | 9.731%                                                      | 19 tháng 3, 2019   | [ 158 ]         |
| 41 | Cô nàng mạnh mẽ Do Bong-soon    | JTBC      | 9.668%                                                      | 15 tháng 4, 2017   | [ 159 ]         |
| 42 | Yêu (Kết hôn và ly dị)          | TV Chosun | 9.656%                                                      | 14 tháng 3, 2021   |                 |
| 43 | Hoàn hồn 2                      | tvN       | 9.651%                                                      | 8 tháng 1, 2023    | [ 160 ]         |
| 44 | Khu rừng bí mật 2               | tvN       | 9.408%                                                      | 4 tháng 10, 2020   | [ 161 ]         |
| 45 | Uncle                           | TV Chosun | 9.329%                                                      | 30 tháng 1, 2022   |                 |
| 46 | Hoàn hồn                        | tvN       | 9.295%                                                      | 28 tháng 8, 2022   | [ 162 ]         |
| 47 | Luật sư vô pháp                 | tvN       | 8.937%                                                      | 1 tháng 7, 2018    | [ 163 ]         |
| 48 | Ký sự thanh xuân                | tvN       | 8.740%                                                      | 27 tháng 10, 2020  | [ 164 ]         |
| 49 | Thư ký Kim sao thế?             | tvN       | 8.665%                                                      | 26 tháng 7, 2018   | [ 165 ]         |
| 50 | Gia đình đức hạnh               | MBN       | 8.478%                                                      | 17 tháng 10, 2019  | [ 166 ] [ 167 ] |

#### Theo lượng người xem
- | #  | Tên phim                        | Kênh      | Lượng người xem (triệu) trên toàn quốc (Nielsen) | Phát sóng lần cuối | Nguồn   |
| -- | ------------------------------- | --------- | ------------------------------------------------ | ------------------ | ------- |
| 1  | Lâu đài tham vọng               | JTBC      | 6.508                                            | 1 tháng 2, 2019    | [ 168 ] |
| 2  | Báo động khẩn, tình yêu hạ cánh | tvN       | 6.337                                            | 16 tháng 2, 2020   | [ 169 ] |
| 3  | Cậu út nhà tài phiệt            | JTBC      | 6.277                                            | 25 tháng 12, 2022  | [ 170 ] |
| 4  | Thế giới hôn nhân               | JTBC      | 6.248                                            | 16 tháng 5, 2020   | [ 171 ] |
| 5  | Chàng hậu                       | tvN       | 4.749                                            | 14 tháng 2, 2021   | [ 172 ] |
| 6  | Quý ngài Ánh dương              | tvN       | 4.631                                            | 30 tháng 9, 2018   | [ 173 ] |
| 7  | Nữ luật sư kỳ lạ Woo Young Woo  | ENA       | 4.449                                            | 18 tháng 8, 2022   | [ 174 ] |
| 8  | Tầng lớp Itaewon                | JTBC      | 4.425                                            | 21 tháng 3, 2020   | [ 175 ] |
| 9  | Dưới bóng trung điện            | tvN       | 4.049                                            | 4 tháng 12, 2022   | [ 176 ] |
| 10 | Những bác sĩ tài hoa 2          | tvN       | 3.853                                            | 16 tháng 9, 2021   | [ 177 ] |
| 11 | Vincenzo                        | tvN       | 3.841                                            | 2 tháng 5, 2021    | [ 178 ] |
| 12 | Khách sạn ma quái               | tvN       | 3.674                                            | 1 tháng 9, 2019    | [ 179 ] |
| 13 | Những bác sĩ tài hoa            | tvN       | 3.579                                            | 28 tháng 5, 2020   | [ 180 ] |
| 14 | Blues nơi đảo xanh              | tvN       | 3.419                                            | 12 tháng 6, 2022   |         |
| 15 | Yêu (Kết hôn và ly dị) 2        | TV Chosun | 3.344                                            | 8 tháng 8, 2021    |         |
| 16 | Lang quân 100 ngày              | tvN       | 3.264                                            | 30 tháng 10, 2018  | [ 181 ] |
| 17 | Nghệ thuật săn quỷ và nấu mì    | ONC       | 3.257                                            | 24 tháng 1, 2021   |         |
| 18 | Điệu cha-cha-cha làng biển      | tvN       | 3.237                                            | 17 tháng 10, 2021  | [ 182 ] |
| 19 | Đời sống ngục tù                | tvN       | 3.063                                            | 18 tháng 1, 2018   | [ 183 ] |
| 20 | Tuổi hai lăm, tuổi hai mốt      | tvN       | 3.047                                            | 3 tháng 4, 2022    | [ 184 ] |
| 21 | Ký ức Alhambra                  | tvN       | 2.853                                            | 20 tháng 1, 2019   | [ 185 ] |
| 22 | Agency                          | JTBC      | 2.693                                            | (đang phát sóng)   | [ 186 ] |
| 23 | Khóa học yêu cấp tốc            | tvN       | 2.660                                            | (đang phát sóng)   | [ 187 ] |
| 24 | Ba chị em                       | tvN       | 2.618                                            | 9 tháng 10, 2022   | [ 188 ] |
| 25 | Bí ẩn núi Jiri (Jirisan)        | tvN       | 2.586                                            | 12 tháng 12, 2021  | [ 189 ] |
| 26 | Gặp gỡ                          | tvN       | 2.473                                            | 24 tháng 1, 2019   | [ 190 ] |
| 27 | Quân vương giả mạo              | tvN       | 2.447                                            | 4 tháng 3, 2019    | [ 191 ] |
| 28 | Sở hữu                          | tvN       | 2.429                                            | 27 tháng 6, 2021   | [ 192 ] |
| 29 | Hoàn hồn                        | tvN       | 2.410                                            | 28 tháng 8, 2022   | [ 193 ] |
| 30 | Thư ký Kim sao thế?             | tvN       | 2.383                                            | 26 tháng 7, 2018   | [ 194 ] |
| 31 | Công tố viên quân sự Doberman   | tvN       | 2.279                                            | 26 tháng 4, 2022   | [ 195 ] |
| 32 | Hoàn hồn 2                      | tvN       | 2.267                                            | 8 tháng 1, 2023    | [ 196 ] |
| 33 | Đôi mắt rực rỡ                  | JTBC      | 2.223                                            | 19 tháng 3, 2019   | [ 197 ] |
| 34 | Phía sau khung cửa sổ           | Channel A | 2.195                                            | 18 tháng 1, 2022   | [ 198 ] |
| 35 | Khu rừng bí mật 2               | tvN       | 2.186                                            | 4 tháng 10, 2020   | [ 199 ] |
| 36 | Biên niên sử Arthdal            | tvN       | 2.120                                            | 22 tháng 9, 2019   | [ 200 ] |
| 37 | Hoa du ký                       | tvN       | 2.115                                            | 4 tháng 3, 2018    | [ 201 ] |
| 37 | Luật sư vô pháp                 | tvN       | 2.115                                            | 1 tháng 7, 2018    | [ 202 ] |
| 39 | Điên thì có sao                 | tvN       | 2.065                                            | 9 tháng 8, 2020    | [ 203 ] |
| 40 | Yêu (Kết hôn và ly dị) 3        | TV Chosun | 2.060                                            | 1 tháng 5, 2022    |         |
| 41 | Uncle                           | TV Chosun | 2.042                                            | 30 tháng 1, 2022   |         |
| 42 | Người vợ thân quen              | tvN       | 2.039                                            | 20 tháng 9, 2018   | [ 204 ] |
| 43 | Ký sự thanh xuân                | tvN       | 1.999                                            | 27 tháng 10, 2020  |         |
| 44 | Thẩm phán ác ma                 | tvN       | 1.994                                            | 22 tháng 8, 2021   |         |
| 45 | Giọng nói 2                     | OCN       | 1.957                                            | 16 tháng 9, 2018   | [ 205 ] |
| 46 | Bác sĩ ma                       | tvN       | 1.947                                            | 22 tháng 2, 2022   |         |
| 47 | Bossam: Đánh cắp số phận        | MBN       | 1.940                                            | 4 tháng 7, 2021    |         |
| 48 | Chào mẹ, tạm biệt!              | tvN       | 1.915                                            | 19 tháng 4, 2020   | [ 206 ] |
| 49 | Yêu (Kết hôn và ly dị)          | TV Chosun | 1.913                                            | 14 tháng 3, 2021   |         |
| 50 | Dự báo tình yêu và thời tiết    | JTBC      | 1.844                                            | 3 tháng 4, 2022    |         |